# Jarnac-Champagne

Jarnac-Champagne este o comună în departamentul Charente-Maritime, Franța. În 1 ianuarie 2022 avea o populație de 876 de locuitori.